# Воронье (Слободской район)
Воронье — опустевшая деревня в Слободском районе Кировской области в составе Закаринского сельского поселения.

## География
Находится на расстоянии примерно 34 км по прямой на юго-восток от районного центра города Слободской.

## История
Была известна с 1710 года как деревня с 1 двором и населением 8 душ. В 1764 году здесь учтено было 29 жителей. В 1873 году в деревне было учтено дворов 13 и жителей 88, в 1905 20 и 153, в 1926 33 и 175, в 1950 16 и 50 соответственно. В 1989 году не было учтено постоянных жителей. 

## Население
Постоянное население  не было учтено как в 2002 году, так и в 2010.